# Borgward RS
Borgward RS es un automóvil deportivo fabricado por la compañía alemana fabricante de automóviles Borgward entre 1952 y 1958.

## Antecedentes
Después de haber comprado varios los fabricantes alemanes de automóviles durante la década de 1930, iniciada por Carl F. W., Borgward inicia a construir coches bajo su propio nombre poco antes de la Segunda Guerra Mundial. Durante la guerra, fueron destruidas el ochenta por ciento de las instalaciones de producción de la  empresa en Bremen , pero la reconstrucción fue sorprendentemente rápida, y en 1948 se introdujo Borgward Hansa 1500, el primer auto alemán de la posguerra. Con el Hansa inició la producción de autos deportivos, pero los recursos eran escasos y el trabajo se llevó a cabo casi como un hobby.

## Desarrollo
El primer coche de carreras basado en el modelo de Hansa no fue construido por ellos mismos, al igual que en los años treinta trabajado con las Flechas plateadas de Auto-Union, y su agencia de diseño. Borgward rompió varios récords de velocidad en las pistas francesas de carreras de Montlhéry-banan en 1950. Carl Borg Ward, quedó impresionado, compró la estructura y pagó por todo el desarrollo. A continuación, transfiere el desarrollo del coche a un pequeño grupo de empleados entusiastas de Borgward para la participación en competencias de carreras clase de 1.5 litros.
Karl Ludwig Brandt diseñador de motores logró potencias de pico más altas del motor que sus competidores, principalmente Porsche y Veritas, entre otros dotándolo de Inyección de combustible. Sin embargo Borgwarden se vio obstaculizado por un excesivo peso del chasis y el peor manejo de los oponentes. Borgward no tenían acceso a un túnel de viento y el diseño de la carrocería se puso a prueba en la autopista.

## Datos técnicos
| Especificaciones         | RS '52                              | RS '58                                        |
| ------------------------ | ----------------------------------- | --------------------------------------------- |
| Motor:                   | Delantero cuatro cilindros en línea | Delantero cuatro cilindros en línea           |
| Cilindrada:              | 1498 cm³                            | 1488 cm³                                      |
| Potencia máxima:         | 90 hp                               | 165 hp                                        |
| Válvulas:                | varillajes 2 válvulas por cilindro  | Doble árbol de levas, 4 válvulas por cilindro |
| Admisión de combustible: | Doble carburador                    | Inyección de combustible                      |
| Transmisión:             | Manual, 4 velocidades               | Manual, 5 velocidades                         |
| Suspensión delantera     | doble triángulo, resorte            | doble triángulo, resorte                      |
| Suspensión trasera       | eje oscilante, ballesta transversal | eje de Dion, resorte                          |
| Frenos:                  | Hidráulicos de tambor               | Hidráulicos de tambor                         |
| Chasis:                  | Bastidor tubular de acero           | Bastidor tubular de acero                     |
| Peso bruto:              | 650 kg                              | 650 kg                                        |
| Velocidad máxima:        | 225 km/h                            | 250 km/h                                      |